# Mașină de luptă a infanteriei
Mașina de luptă a infanteriei (abreviere: MLI) înseamnă un vehicul blindat de luptă conceput și echipat în primul rând pentru a transporta o grupă de infanterie pentru luptă, care asigură, în mod normal, posibilitatea pentru luptători de a executa foc din interiorul vehiculului, sub protecția blindajului, și care este înarmat din construcție cu un tun cu calibrul de cel puțin 20 mm și, uneori, cu o instalație de lansare a rachetelor antitanc. Mașina de luptă a infanteriei reprezintă principalul sistem de arme pentru formațiunile de infanterie sau de infanterie mecanizată/motorizată din trupele de uscat.

## Istorie

### Mașina de luptă a infanteriei

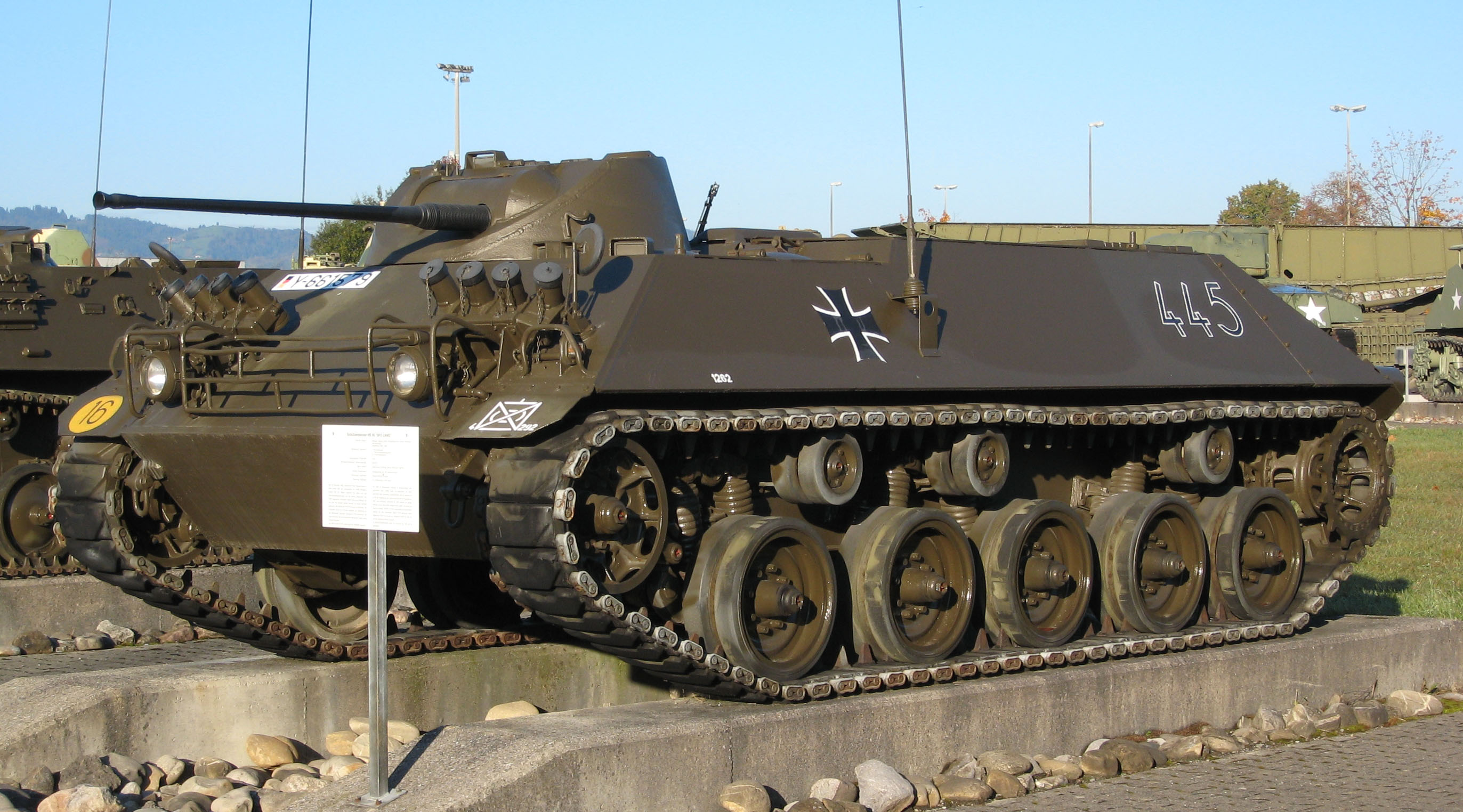
Schützenpanzer Lang HS.30, un vehicul blindat de luptă intermediar.

Conceptul mașinii de luptă a infanteriei a apărut după sfârșitul celui de-al Doilea Război Mondial, având la bază experiențele de pe front. Utilizarea în număr mare a transportoarelor blindate pentru trupe în timpul războiului a condus la apariția unor noi tactici. Trupele germane au fost primele care au realizat potențialul ofensiv al transportoarelor blindate. Formațiunile Panzergrenadier dotate cu semișenilate SdKfz 251 și SdKfz 250 puteau acționa din mers asupra unui inamic dezorganizat. În cazul în care transportorul era întâmpinat cu foc puternic, infanteriștii germani trebuiau să coboare din vehicul și să înainteze pe jos spre inamic. Infanteria mecanizată americană a adoptat tactici similare celor germane folosind semișenilatele M2 și M3. Trupele britanice au folosit în continuare transportoarele blindate numai pentru a aduce soldații în apropierea frontului, în timp ce armata sovietică nu a folosit pe scară largă transportoare blindate în timpul războiului. Armata Roșie s-a bazat pe infanteria motorizată și desanturi terestre (pe tancuri).
După război, majoritatea transportoarelor blindate erau destinate deplasării trupelor în apropierea frontului. Republica Federală Germania a fost prima țară care a dezvoltat conceptul de mașină de luptă a infanteriei. Transportorul blindat german Schützenpanzer Lang HS.30 a fost proiectat special pentru a menține ritmul cu unitățile de tancuri. Fiind dotat cu un tun automat de calibrul 20 mm și un blindaj frontal cu o grosime de 30 milimetri, transportorul putea acționa împotriva țintelor ușor blindate și în sprijinul infanteriei. Acest lucru permitea unităților de tancuri să se concentreze strict pe lupta contra tancurilor inamicului. Schützenpanzer Lang HS.30 a avut însă numeroase probleme tehnice și era dezavantajat de faptul că grupa de infanterie nu putea executa foc din interior. Soldații germani trebuiau să sară din vehicul folosind obloanele din plafon, fiind expuși radiațiilor în cazul unui război nuclear. Schützenpanzer Lang HS.30 este considerat a fi un vehicul intermediar, având atât caracteristicile unui transportor blindat, cât și cele ale unei mașini de luptă a infanteriei.

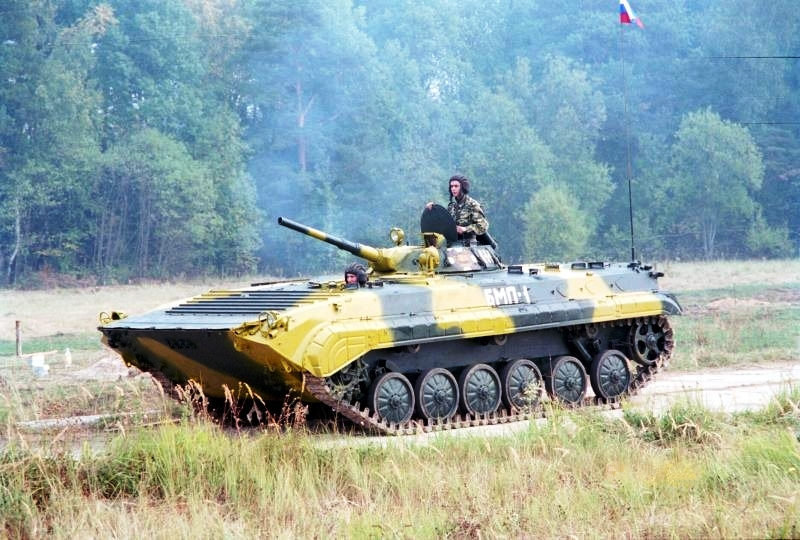
BMP-1, prima mașină de luptă a infanteriei, a fost fabricată de URSS.

Infanteria sovietică a fost mecanizată treptat după război, lipsa transportoarelor blindate fiind un dezavantaj major. Primele vehicule de fabricație sovietică destinate transportului trupelor au fost BTR-40 (tracțiune 4×4), BTR-152 (tracțiune 6×6), BTR-60 (tracțiune 8×8) și BTR-50 (șenilat). Aceste vehicule erau utile în cazul unui război convențional, însă în cazul unui război nuclear nu puteau fi folosite la fel de eficient. Concentrațiile mari de trupe reprezentau o țintă evidentă pentru o armă nucleară, iar soldații din interior nu puteau părăsi vehiculul, fiind expuși contaminării radioactive. Soluția adoptată de inginerii sovietici la sfârșitul anilor 1950 a fost dezvoltarea unui vehicul blindat de luptă din care soldații să poată trage fără a fi expuși radiațiilor. Vehiculul a fost denumit oficial BMP-1, fiind introdus în dotare din 1966. Considerat a fi prima mașină de luptă a infanteriei, BMP-1 avea un design revoluționar. Cutia blindată avea o siluetă joasă. În cazul unui război nuclear, soldații puteau executa foc din interiorul vehiculului prin intermediul ambrazurilor din lateral. Camera de luptă era protejată de contaminare radioactivă prin intermediul unui sistem PAZ de protecție. Acesta consta într-un sistem de detecție, filtrare și suprapresiune atmosferică. În cazul unui război convențional, soldații părăseau vehiculul folosind cele două uși din spatele vehiculului sau obloanele din plafon. Turela era dotată cu un tun 2A28 Grom de calibrul 73 mm (cu țeavă lisă, semiautomat), o mitralieră coaxială PKT de calibrul 7,62 mm și o șină de lansare a unei rachete antitanc dirijate 9M14 Malyutka (alte patru rachete fiind în interior). Blindajul era ușor, arcul frontal asigurând protecție împotriva tunurilor automate de calibrul 20 mm.

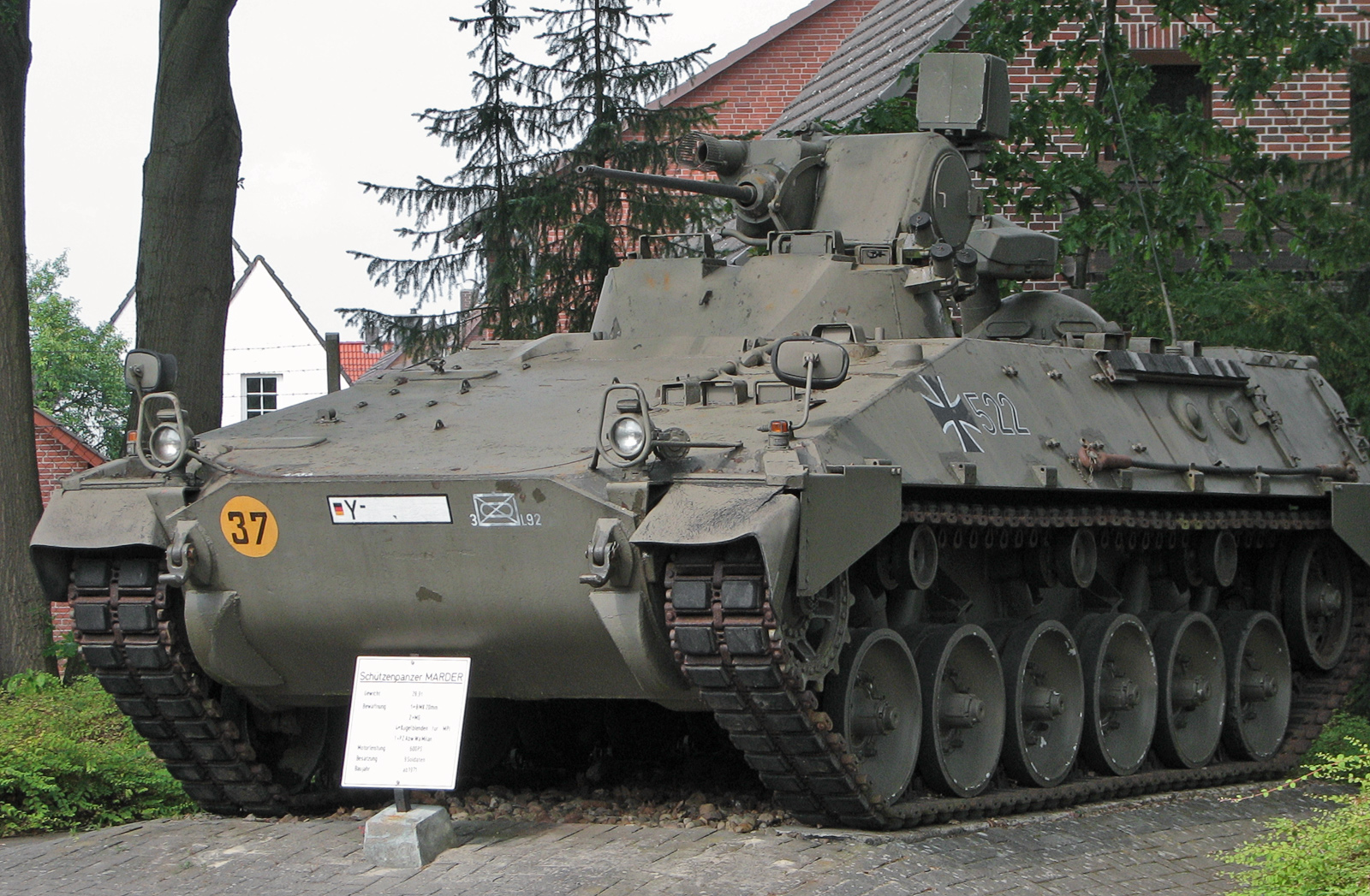
Marder, o mașină de luptă a infanteriei apărută imediat după BMP-1.

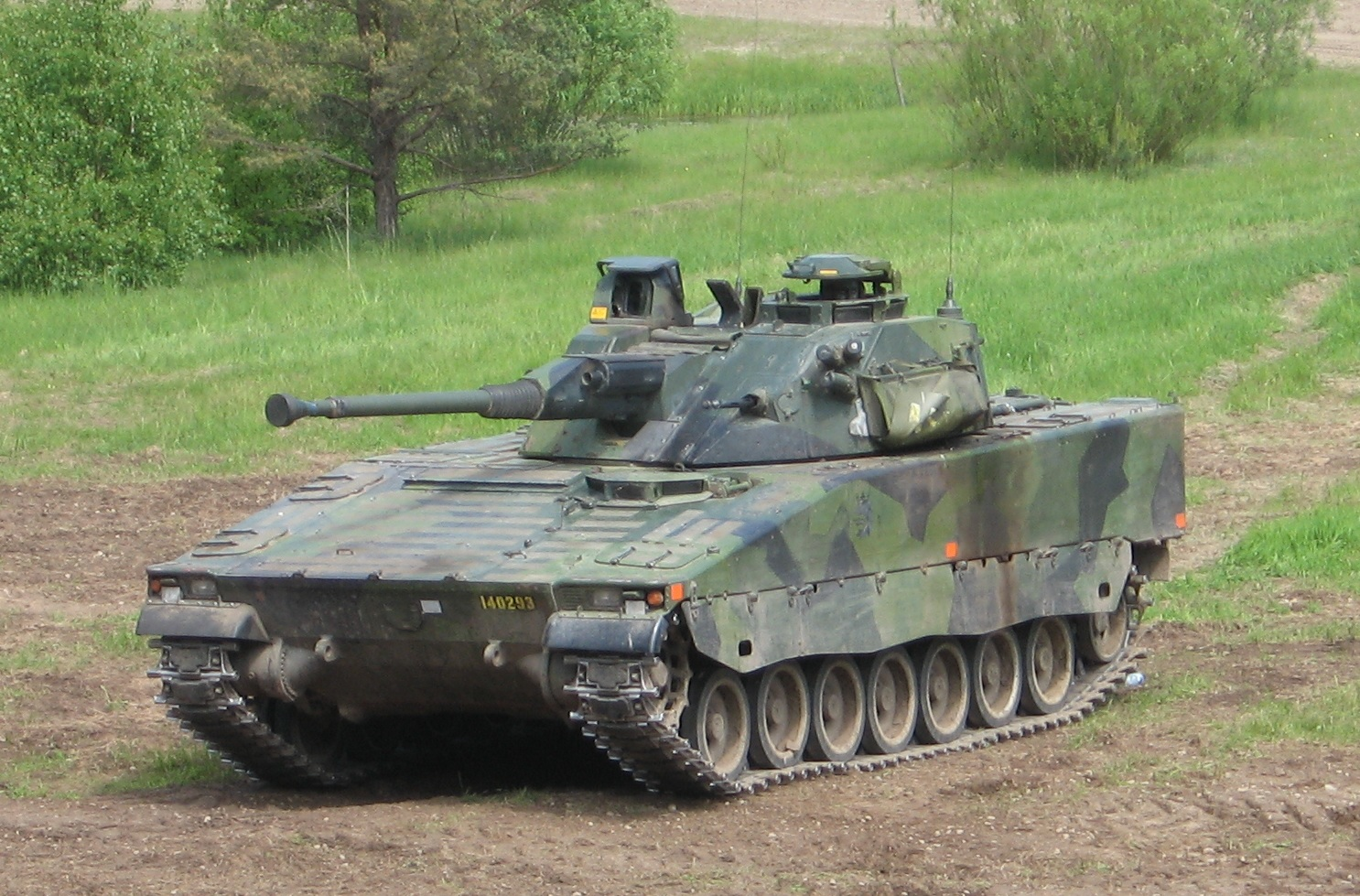
Mașina de luptă a infanteriei CV-90, fabricată în Suedia.

La începutul anilor 1970, Statele Unite ale Americii și Uniunea Sovietică au ajuns să posede un număr apropiat de arme nucleare. Analiștii militari sovietici au ajuns la concluzia că existau mai multe șanse pentru declanșarea unui război convențional în Europa Centrală și de Vest decât a unuia nuclear. În acest context nou, BMP-1 era relativ dezavantajat. Într-un mediu contaminat radioactiv, armele antitanc nu ar fi fost atât de răspândite. Blindajul mașinii de luptă nu asigura protecție suficientă împotriva armelor antitanc ale infanteriei. De asemenea, prezența ambrazurilor pentru soldații din interior slăbea structura de rezistență a blindajului lateral, fiind inutilă în cazul unui război convențional. Au fost concepute noi tactici de luptă pentru BMP-1. În cazul unui inamic dezorganizat sau a unei rezistențe slabe, BMP-1 putea acționa din mers, în prima linie. Dacă era întâmpinată o rezistență organizată, tancurile erau trimise în prima linie. În spatele tancurilor se aflau soldații la aproximativ 200 de metri pentru a proteja blindatele de armele antitanc ale infanteriei inamicului. Formațiunile BMP-1 se aflau la 200-300 de metri în spatele soldaților, asigurând foc de sprijin pentru tancuri (cu rachetele antitanc dirijate Malyutka) și pentru infanterie (folosind tunul Grom și mitraliera coaxială PKT). În cadrul unei divizii sovietice de infanterie mecanizată, regimentul dotat cu BMP-1 acționa alături de regimentul de tancuri, flancurile fiind asigurate de două regimente echipate cu transportoare blindate BTR-60PB. Armata a adoptat această organizare din cauza costului ridicat pentru un vehicul BMP-1, transportorul BTR-60PB fiind mai ieftin și mai ușor de fabricat.
Armatele din vest au introdus și ele rapid în dotare mașini de luptă a infanteriei. Republica Federală Germania a fabricat vehiculul Marder din 1971. Acesta avea o siluetă înaltă și era relativ greu în comparație cu BMP-1. Franța a fabricat mașina de luptă a infanteriei AMX-10P din 1972. Statele Unite ale Americii au introdus în dotare din 1981, după amânări semnificative, vehiculul M2 Bradley, iar Marea Britanie a folosit vehiculul Warrior din 1984. Uniunea Sovietică a fabricat mașina de luptă BMP-2 din anul 1977, o versiune inspirată după vehiculul blindat german Marder. Tunul de calibrul 73 mm s-a dovedit a avea o bătaie limitată (500 de metri), fiind înlocuit cu un tun automat de calibrul 30 mm. Acesta putea fi folosit și împotriva elicopterelor inamicului. Rachetele Malyutka folosite de BMP-1 erau dificil de dirijat din interiorul vehiculului. BMP-2 avea un nou tip de rachete antitanc dirijate, 9M113 Konkurs, pentru a se apăra de tancurile inamice.
La începutul anilor 1990 au apărut pe scară largă mașinile de luptă a infanteriei pe roți. Acestea erau mai ieftine și mai ușor de fabricat și întreținut, fiind deseori variante cu blindaj și armament superior ale unor transportoare blindate pentru trupe. Majoritatea acestor mașini de luptă pe roți provin din țări europene, unde rețeaua de drumuri este dezvoltată. Tot în această perioadă, mașinile de luptă ale infanteriei pe șenile au început să semene cu tancurile ușoare, fiind din ce în ce mai bine înarmate și blindate.

### Mașina de luptă a infanteriei aeropurtate

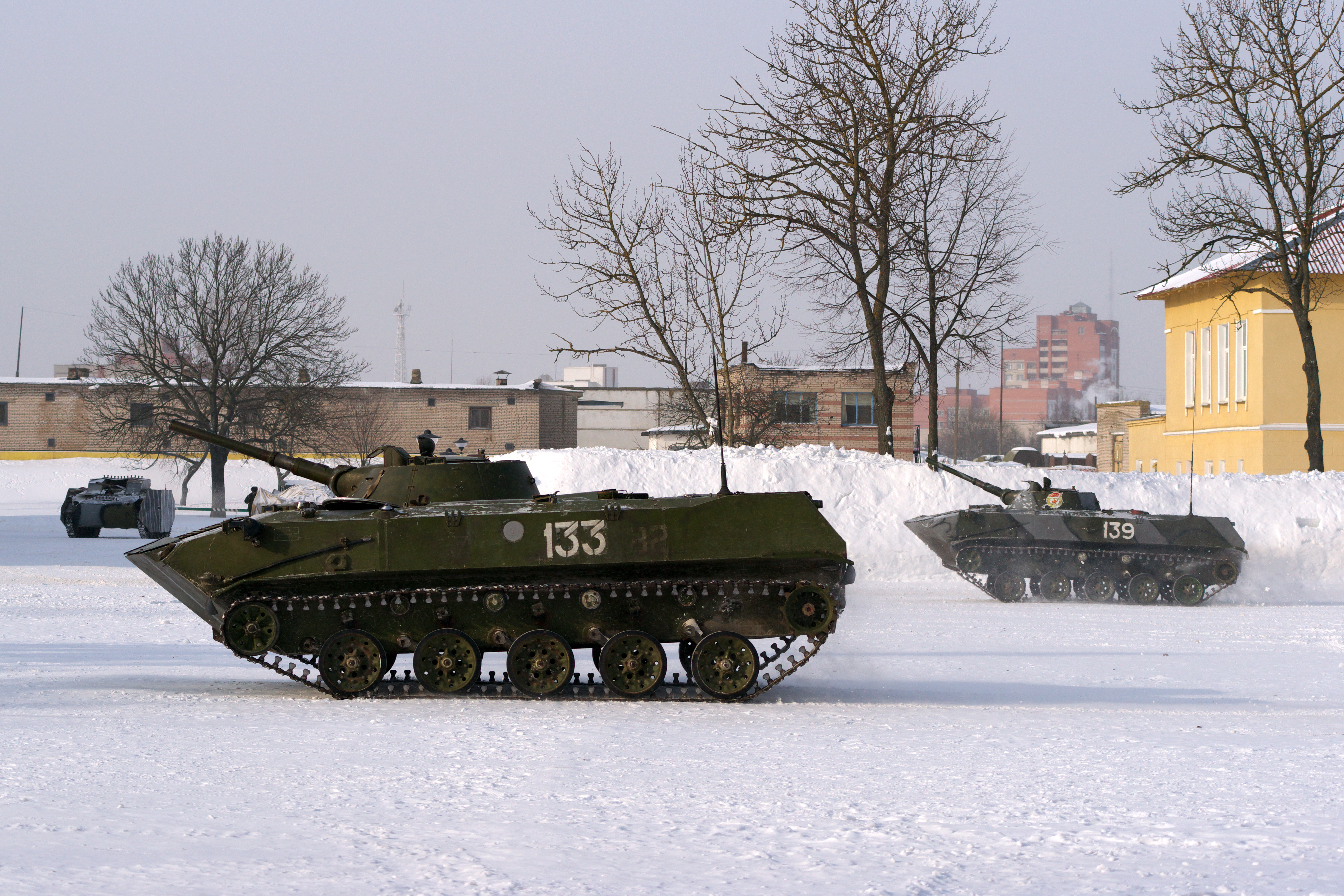
BMD-1 din dotarea Belarusului.

Acest concept este derivat din cel al mașinii de luptă a infanteriei, fiind dezvoltat de Uniunea Sovietică. Primul vehicul de acest tip, BMD-1, a fost proiectat concomitent cu BMP-1, fiind o versiune mai ușoară și mai mică a acestui model. BMD-1 a fost dezvoltat special pentru a înzestra trupele aeropurtate cu o mașină de luptă a infanteriei. La nevoie, vehiculul putea fi parașutat din avion cu doi membri la bord. BMD-1 era amplasat într-un palet special. Pentru a lansa vehiculul blindat din avion, era deschisă o parașută extractoare (similară uneia de frânare). Când parașutele principale se deschideau, paletul desfășura patru tije lungi care acționau ca senzori. Când aceste tije atingeau solul, aterizarea paletului era amortizată cu ajutorul unor retrorachete amplasate în exterior. BMD-1 avea același armament ca BMP-1, însă blindajul era foarte ușor, vehiculul fiind asigurat doar împotriva schijelor și gloanțelor de calibrul 7,62 mm. Interiorul vehiculului extrem de înghesuit, echipajul fiind format din 2 soldați (mecanicul conductor și trăgătorul) și patru pasageri (comandantul și trei soldați). BMD-1 a fost înlocuit în producție din 1985 de o variantă îmbunătățită, BMD-2. Aceasta era dotată cu armamentul mașinii de luptă a infanteriei BMP-2. Ultimul model al seriei BMD este BMD-3, un vehicul complet diferit care folosește turela vehiculului BMP-2. O variantă a BMD-3, denumită BMD-4, folosește armamentul mașinii de luptă a infanteriei BMP-3.
Deși mașinile de luptă ale infanteriei aeropurtate au fost folosite în mai multe conflicte, precum Războiul din Afghanistan, armatele NATO nu au introdus în dotare vehicule asemănătoare. Majoritatea vehiculelor de luptă din Occident pot fi însă aeropurtate. 

## Caracteristici

### Armament

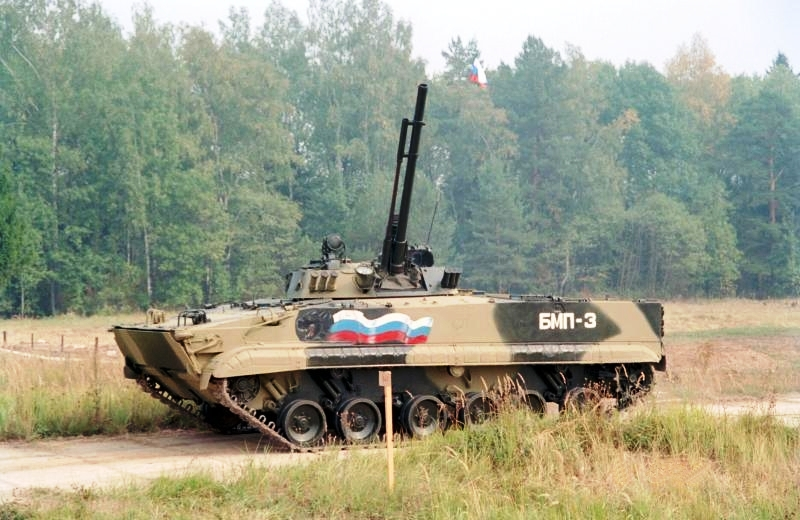
BMP-3, o mașină de luptă a infanteriei cu armament puternic.

Armamentul standard constă de obicei într-un tun automat de calibrul 20-40 mm. Acestea sunt eficiente împotriva infanteriei, vehiculelor blindate ușor și țintelor aeriene aflate la joasă altitudine care zboară la o viteză redusă. Uniunea Sovietică a folosit și tunuri cu viteză redusă la gura țevii, precum tunul 2A28 Grom de calibrul 73 mm (semiautomat, cu țeavă lisă) al vehiculului blindat BMP-1. Tunul Grom avea însă o bătaie limitată, fiind înlocuit cu un tun automat de calibrul 30 mm la BMP-2. Următorul vehicul al seriei, BMP-3, folosea atât un tun automat de calibrul 30 mm, cât și un tun 2A70 cu viteză redusă la gura țevii de calibrul 100 mm (țeavă ghintuită, capabil să lanseze și rachete antitanc dirijate). Toate mașinile de luptă ale infanteriei au una sau mai multe mitraliere pentru apărare apropiată împotriva infanteriei. Unele vehicule, precum Puma de fabricație germană sau BTR-90 de fabricație rusă, sunt dotate cu lansatoare de grenade de mână automate. Vehiculele moderne au lansatoare de grenade fumigene, iar unele vehicule din fosta Uniune Sovietică aveau capacitatea de a injecta combustibil în țeava de eșapament pentru a forma o perdea de fum. Această operațiune avea inconvenientul unui consum ridicat de combustibil.
Unele mașini de luptă ale infanteriei sunt dotate cu lansatoare de rachete antitanc dirijate. Acestea sunt folosite de obicei strict defensiv, vehiculele nefiind vânători de tancuri. BMP-3 poate lansa rachete antitanc dirijate la distanța maximă de 4 kilometri folosind tunul 2A70 de calibrul 100 mm cu țeavă ghintuită. 
Mașinile de luptă ale infanteriei pot avea sau nu ambrazuri în lateral pentru ca soldații din interior să poată executa foc. Unele țări au considerat că aceste ambrazuri sunt utile doar în cazul unor ambuscade și au renunțat la ele deoarece slăbesc rezistența blindajului lateral și complică semnificativ procesul de fabricație. M2 Bradley, de exemplu, era dotat cu ambrazuri laterale, însă de la varianta A2 acestea au fost acoperite de blindajul suplimentar, fiind păstrate doar ambrazurile amplasate pe ușa din spate. Vehiculul blindat de luptă britanic Warrior a fost proiectat din start fără ambrazuri laterale. Precizia tragerilor executate din interior are de suferit semnificativ dacă vehiculul este în mișcare. Grupa de infanterie din interiorul unui vehicul blindat BMP-1 era dotată de obicei suplimentar cu o rachetă sol-aer portativă SA-7 (ulterior, SA-14 sau SA-16) care putea fi folosită în exteriorul vehiculului. Restul soldaților erau echipați cu una sau două mitraliere PKM și pistoale-mitralieră AKMS. În cazul în care se execută foc din interiorul vehiculului, armele trebuie să fie echipate cu un extractor de gaze (conectat la sistemul de filtrare al vehiculului) și un deflector de cartușe (pentru a nu răni soldații din dreapta).

### Blindaj

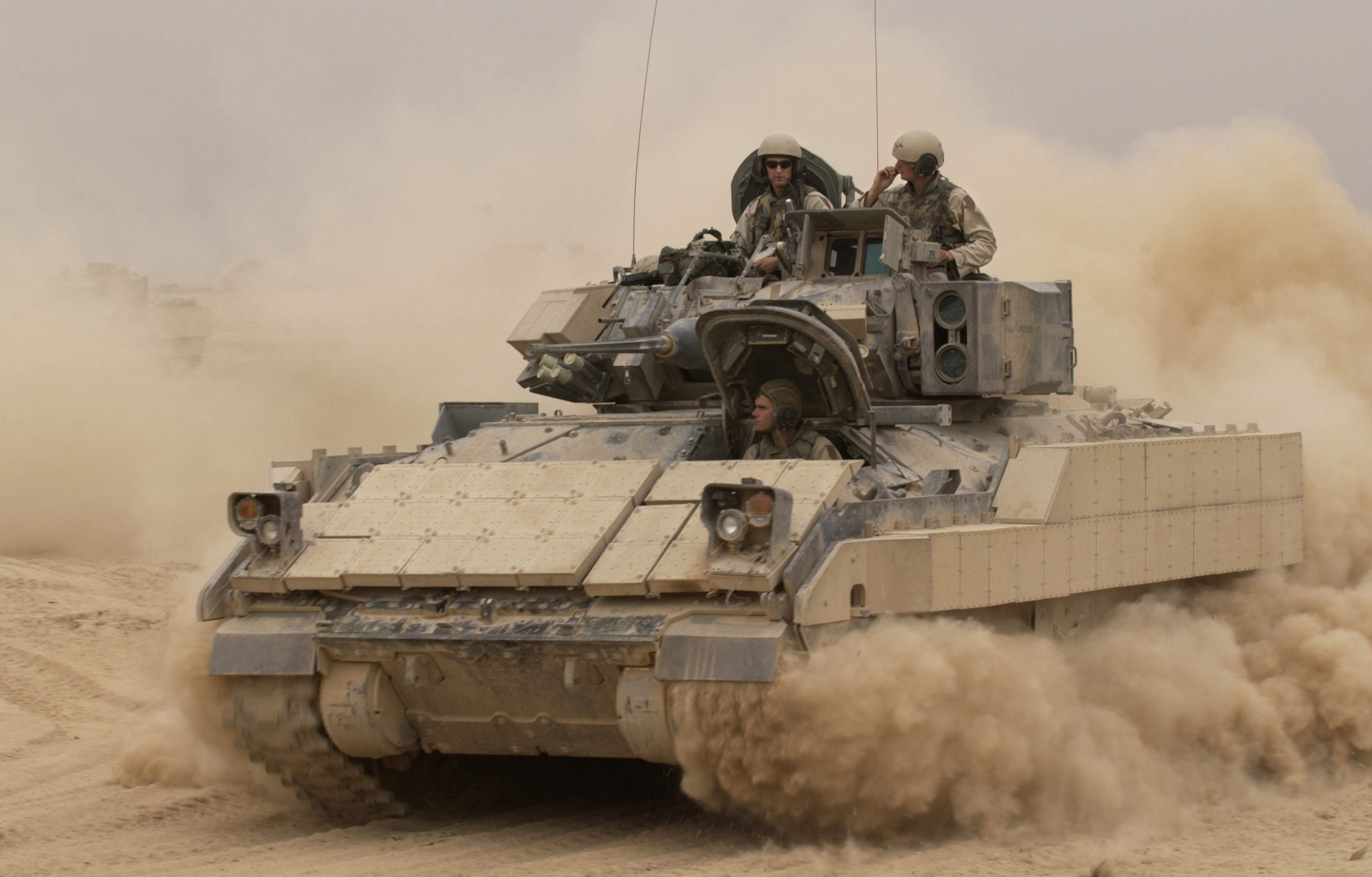
M2 Bradley dotat cu blindaj reactiv în Irak.

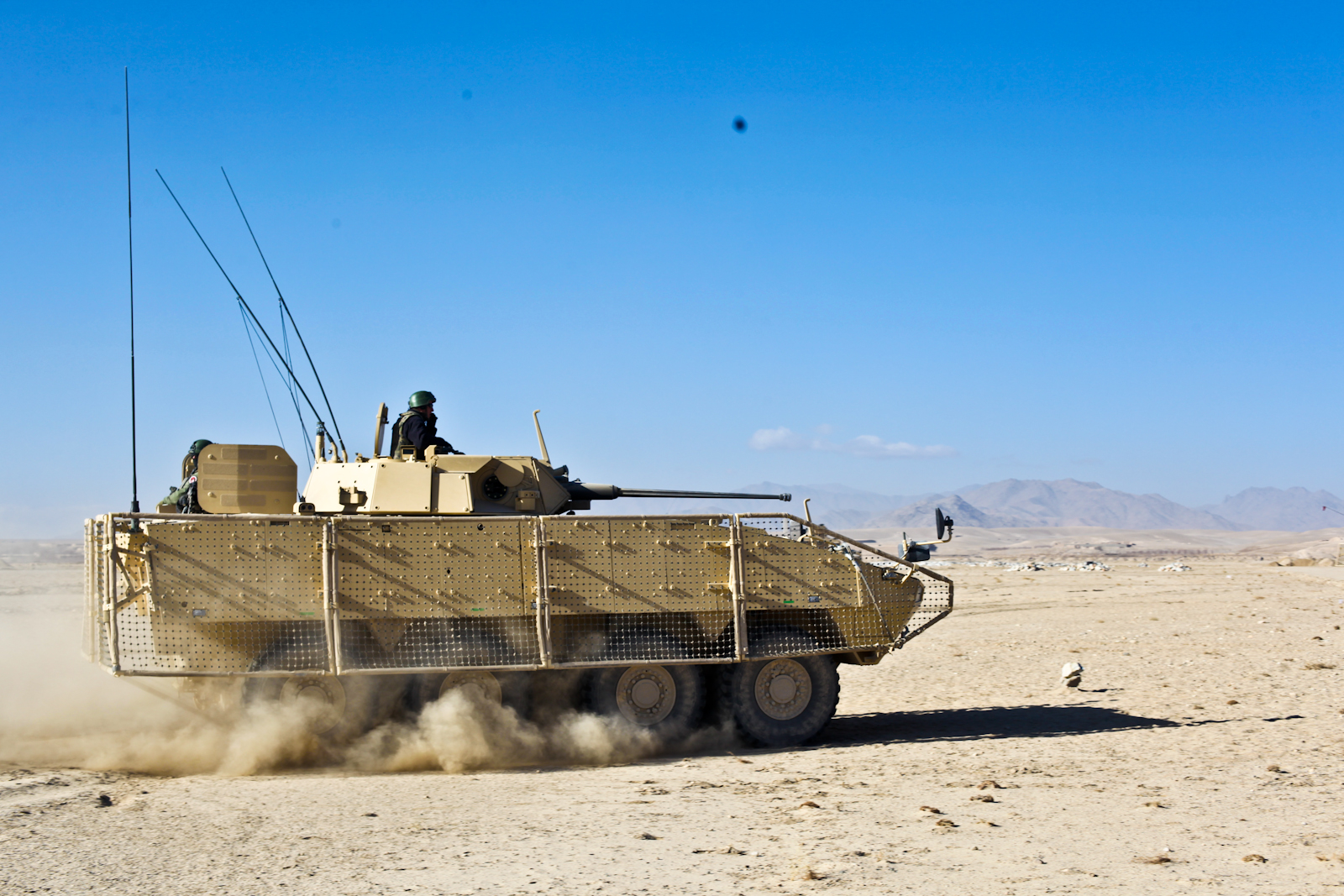
KTO Rosomak din dotarea armatei poloneze în Afghanistan. În lateral sunt amplasate plase de protecție împotriva aruncătoarelor de grenade antitanc.

Mașina de luptă a infanteriei a fost concepută pentru a asigura sprijin grupei de infanterie din interior, nefiind un vehicul de asalt sau de străpungere a frontului. Blindajul este ușor, fiind însă superior transportoarelor blindate pentru trupe. Blindajul frontal al BMP-1 asigura protecție împotriva proiectilelor perforante de calibrul 20 mm ale tunurilor automate. Blindajul lateral era însă insuficient, fiind vulnerabil la focul mitralierelor grele de calibrul 12,7 mm. În prezent, vehiculele moderne precum CV-90 sunt protejate pe arcul frontal împotriva loviturilor de calibrul 30 mm și în lateral de loviturile cartușelor perforante de calibrul 12,7 mm. Plafonul, podeaua și partea din spate a cutiei blindate sunt foarte subțiri. Vehiculele proiectate recent sau aflate în faza de proiectare pun accent pe capacitatea de a fi dotate cu seturi suplimentare de blindaj, în funcție de misiune. Rezistența la acțiunea minelor și dispozitivelor explozive improvizate (DEI) a fost crescută prin poziționarea soldaților lângă pereții exteriori laterali ai cutiei blindate și suspendarea scaunelor de plafon.
În timpul Războiului din Golf, mașinile de luptă ale infanteriei americane M2 Bradley au fost echipate cu blindaj reactiv pentru a fi protejate de rachete antitanc și proiectile HEAT. Recent, în timpul Războiului din Afghanistan și Irak, mașinile de luptă ale forțelor aliate au fost echipate cu blindaje de tip cușcă sau plase laterale. Acestea asigură protecție împotriva aruncătoarelor de grenade antitanc.

### Mobilitate
Mașinile de luptă ale infanteriei au fost concepute inițial pentru a ține pasul cu tancurile, primele modele fiind aproape exclusiv șenilate. Vehiculele de luptă șenilate au o mobilitate mai bună în teren frământat decât cele pe roți, însă din relieful Europei accesibil vehiculelor șenilate, doar 10% este în realitate inaccesibil și celor pe roți. Mașinile de luptă ale infanteriei pe roți sunt mai ieftine, sunt mai ușor de fabricat, au o întreținere mai puțin costisitoare, un consum mai mic de combustibil și o mobilitate tactică mai mare. În timp ce vehiculele șenilate necesită transport pe platforme rutiere sau feroviare, vehiculele pe roți pot folosi drumurile, având o viteză mai mare. Echipajul din interior are parte de un drum mai puțin obositor, șenilele fiind zgomotoase și mai puțin confortabile. Dacă au șenilele înguste, mașinile de luptă ale infanteriei șenilate au tendința de a azvârli încontinuu soldații din interior pe teren accidentat, producându-le rău de mișcare. Vehiculele șenilate au o viteză mai mică pe drumuri, un consum mai mare și, cu excepția cazurilor în care sunt dotate cu perne de cauciuc, pot avaria carosabilul. Șenilele sunt mai rezistente decât roțile la acțiunea cartușelor. Totuși, un vehicul pe roți se poate deplasa în continuare dacă a suferit o pană, în timp ce un vehicul șenilat nu se poate deplasa în cazul unei avarii la o șenilă. Ambele tipuri de mașini de luptă ale infanteriei sunt folosite, fără a exista o preferință pentru un anumit tip de tracțiune. Franța retrage în prezent mașinile de luptă ale infanteriei șenilate AMX-10P în favoarea noului model pe roți VBCI, cu tracțiune 8×8. Tracțiunea mixtă (semișenilată) a fost abandonată la sfârșitul celui de-al Doilea Război Mondial, fiind considerată inadecvată. Majoritatea mașinilor de luptă ale infanteriei sunt amfibii și pot fi aeropurtate. Unele țări au considerat că blindajul este mai important decât flotabilitatea și au renunțat la această caracteristică. Aceste vehicule pot fi însă amenajate pentru a traversa pe sub apă majoritatea râurilor. 